# Nabiximols

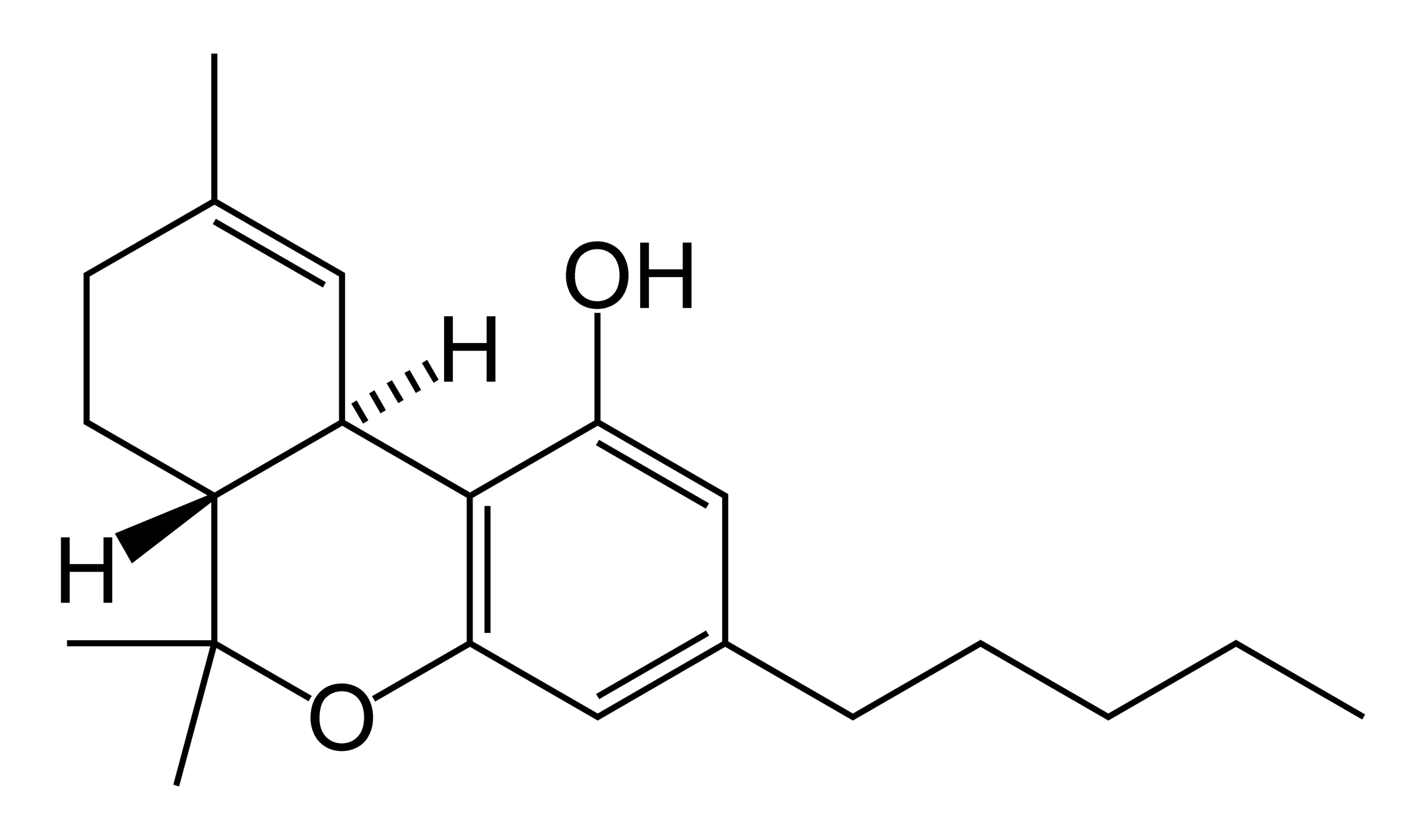
Fórmula del tetrahidrocannabinol, uno de los principios activos de sativex.

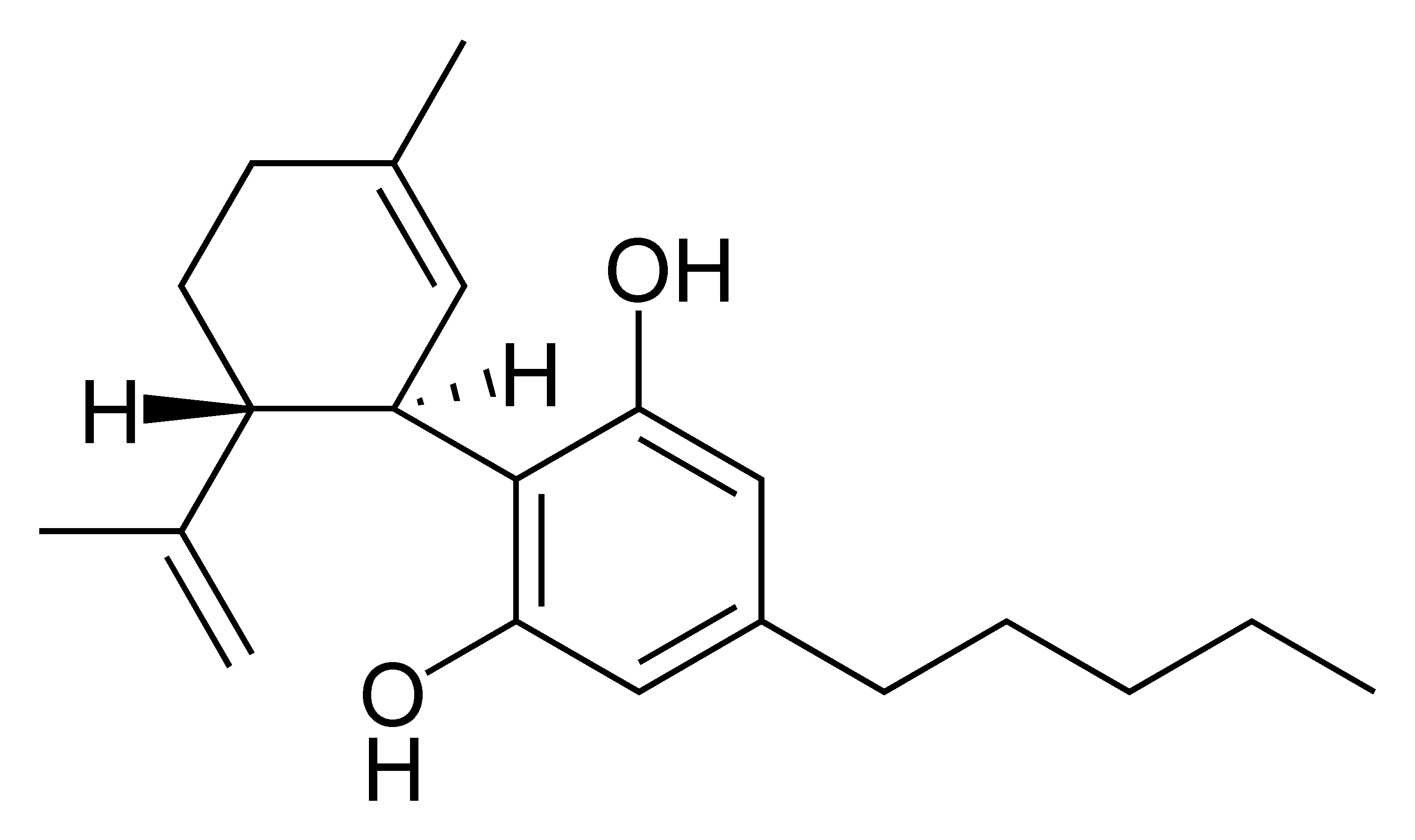
Fórmula del cannabidiol, uno de los principios activos de sativex.

Nabiximol (nombre comercial: Sativex) es un preparado farmacéutico derivado del cannabis. Sus principios activos son tetrahidrocannabinol (THC) y cannabidiol (CBD). Está indicado como tratamiento complementario en los pacientes de esclerosis múltiple, para aliviar los espasmos musculares moderados o graves que no hayan respondido adecuadamente tras la utilización de otros fármacos; en efecto, podría conseguir mejoras en la espasticidad de manera significativa. No se trata por lo tanto de una sustancia curativa, pues su acción se limita al alivio de algunos síntomas.  Su empleo ha sido aprobado en Chile,Austria, Alemania, Italia, Dinamarca, Finlandia, Australia, Reino Unido, México, Colombia, Islandia, Noruega, Nueva Zelanda, Polonia, España, Suecia, Suiza, Canadá, Kuwait e Israel.
Se extrae de plantas de cannabis cultivadas en condiciones controladas. Actúa uniéndose a los receptores cannabinoides CB1 existentes en el sistema nervioso y CB2 localizados en el bazo y células inmunitarias, e inhibiendo los impulsos nerviosos que originan los espasmos musculares, lo cual puede contribuir a mejorar las condiciones de vida de los pacientes afectos de esclerosis múltiple.
Se administra mediante pulverización bucal, posteriormente se absorbe a través de la mucosa oral desde donde las sustancias activas pasan a la sangre y se distribuyen por todo el organismo. Cabe indicar que en pruebas clínicas, nabiximol generalmente ha sido bien tolerado.